# 본안심리
본안심리(本案審理)란 민사소송법 상의 용어로 소원 또는 심사 청구를 적법하다고 인정하여 수리하였을 경우에 심사 청구의 실체적 내용에 대하여 행하는 심리를 말한다.

## 참고 문헌
- 조상희, 『법학전문대학원 민사소송법 기본강의』. 한국학술정보(주), 2009. ISBN 9788953423077